# Vaccino anti-parotite
Il vaccino della parotite è una preparazione liofilizzata contenente un adatto ceppo vivo attenuato di virus della parotite (Paramyxovirus parotitidis) utilizzato per indurre immunizzazione attiva contro la parotite.
Diverse varietà di vaccino della parotite sono state utilizzate dai clinici fin dal 1949. Nel 2006 in tutto il mondo erano in uso almeno 10 ceppi differenti. Il vaccino stimola risposta immunitaria adattativa e fornisce protezione a lungo termine contro la malattia. Tra i primi vaccini utilizzati vi fu un vaccino sviluppato nel 1948, derivato dal virus della parotite inattivato (ucciso). Questo tipo di vaccino fu ampiamente utilizzato negli Stati Uniti fra il 1950 e il 1978. Sfortunatamente questo tipo di vaccino produceva una scarsa memoria immunitaria, pertanto la sua efficacia risultava solo di breve durata.

## Farmacodinamica
Il vaccino attualmente in uso contiene un ceppo vivo attenuato di virus della parotite coltivato su cellule di embrione di pollo (provenienti da allevamenti di animali sani ed esenti da microorganismi patogeni specifici, come quelli responsabili della leucosi aviaria e della tubercolosi) o su altre cellule adatte. Durante la preparazione del vaccino al mezzo di coltura possono essere aggiunti adatti antibiotici, alla minima concentrazione efficace. l vaccino deve essere iniettato immediatamente dopo ricostituzione con un idoneo solvente. Il titolo del virus per la BP non deve essere inferiore a 103,7CCID503 ovvero la quantità di virus che infetta il 50% delle colture cellulari.
Quando il vaccino viene mescolato con un antisiero specifico, si osserva una notevole riduzione nella capacità di infettare le colture di cellule sensibili.

## Usi clinici
Il vaccino della parotite viene impiegato per indurre immunità attiva nei confronti della parotite. In Gran Bretagna e negli USA la vaccinazione di routine è raccomandata per tutti i bambini nel secondo anno di vita. In generale si ricorre al vaccino trivalente MPR, del morbillo, della parotite e della rosolia. Il vaccino della parotite si prepara dal ceppo Jeryl Lynn (livello B) del virus della parotite e deve contenere non meno di 5000 CCID50 per ogni dose da 0,5 ml.

## Dosi terapeutiche
Il vaccino della parotite può essere somministrato come singola dose da 0,5 ml per via sottocutanea. Il test cutaneo alla parotite è stato utilizzato per rilevare una precedente infezione, ma non è considerato molto affidabile. 
Il primo ceppo di virus attenuato della parotite, che è ancora quello più ampiamente usato per la preparazione del vaccino, è il ceppo Jeryl Lynn, coltivato su cellule di embrioni di pollo. È il ceppo standard utilizzato negli Stati Uniti ed in molti paesi occidentali. 
A partire dal 1985, in tutto il mondo, sono stati inoculati vaccini preparati da questo ceppo a circa 50 milioni di bambini e adulti. La sieroconversione si realizza almeno nel 97% dei bambini e nel 93% degli adulti, indipendentemente dalla somministrazione di vaccino singolo o trivalente. A partire da questo ceppo ne è stato isolato uno nuovo, chiamato RIT 4385, inventato dal microbiologo americano, esperto in vaccini, Maurice Hilleman.
Del vaccino che utilizza il ceppo attenuato Leningrado-3 (un ceppo ottenuto dagli studiosi Smrodintsev e Klyachko e molto utilizzato in Russia e nei paesi dell'ex Unione Sovietica), prodotto in colture cellulari di embrioni di quaglia giapponese o di pollo, sono state utilizzate circa 20 milioni di dosi. Questo vaccino è meno costoso di altri il che lo rende preferito, tra gli altri, in molti paesi in via di sviluppo.
Sempre a partire dal 1985 sono state immunizzate circa 15 milioni di persone con il vaccino vivo attenuato ottenuto dal ceppo Urabe (introdotto in Giappone, quindi utilizzato in alcuni paesi Europei quali il Belgio, la Francia e l'Italia) che ha proprietà immunogene simili a quelle del ceppo Jeryl Linn. Il ceppo Urabe sembra possa essere associato con un'incidenza più elevata di meningiti (1 ogni 143.000 dosi versus 1 ogni 227.000 per il ceppo Jeryl Lynn), ma non vi è unanimità di pareri al riguardo.
In Svizzera è stato per lungo tempo utilizzato un vaccino ottenuto dal ceppo Rubini, attenuato grazie a numerosi passaggi attraverso embrioni di pollo. Tuttavia questo tipo di vaccino non sembra essere sufficientemente efficace per conferire una buona protezione.
Da citare, infine, il ceppo L-Zagreb utilizzato in Croazia e India, derivato dal ceppo Leningrad-3 grazie ad ulteriori passaggi colturali.

## Effetti collaterali e indesiderati
Raramente si sono verificate sordità unilaterale, meningite ed encefalite. 
La meningite si può sviluppare fino a 35 giorni dopo l'immunizzazione, è di lieve entità e le sequele sono rare. 
Alcuni studi hanno suggerito che la patologia può verificarsi più frequentemente con il ceppo Urabe (1 caso su 11.000 bambini immunizzati) che con il ceppo Jeryl Lynn, per cui in alcuni Paesi il vaccino (anche trivalente) contenente il primo ceppo non è più utilizzato. 
L'encefalite è stata associata alla vaccinazione contro la parotite meno frequentemente della meningite, ma può essere più grave. 
L'incidenza dell'encefalite entro 30 giorni dalla somministrazione del vaccino è di 0,4/1.000.000 di dosi. 
Si deve ricordare che la parotite di per sé rappresenta la causa più comune di meningo-encefalite nei bambini sotto i 15 anni d'età e di sordità permanente neurosensoriale nell'infanzia. La meningite come conseguenza dell'infezione si verifica con un'incidenza di 1:400, decisamente superiore a quella riscontrata come conseguenza della vaccinazione.

## Controindicazioni
Il vaccino della parotite non è generalmente raccomandato ai bambini sotto l'anno di età, poiché gli anticorpi materni potrebbero prevenire una risposta immunitaria.